# Валькареджи, Ферруччо
Ферру́ччо Валькаре́джи (итал. Ferruccio Valcareggi; 12 февраля 1919, Триест, Королевство Италия — 2 ноября 2005, Флоренция, Италия) — итальянский футболист и тренер. Всю свою футбольную и тренерскую карьеру провёл в Италии. Под руководством Валькареджи сборная Италии выиграла чемпионат Европы 1968 года (первый раз в своей истории) и стала второй на чемпионате мира 1970 года, уступив в финале бразильцам.

## Карьера
Валькареджи родился в городе Триест.  Первой командой Ферруччо стал клуб «Понциана». В одном из матчей с юношеской командой «Триестины» на игрока обратили внимание. Через неделю он стал частью состава «алебардистов». Впоследствии у него была успешная игровая карьера, ему удалось поиграть в таких командах, как «Фиорентина», «Болонья» и клуб его родного города «Триестина». Игровую карьеру закончил в 1953 году. В 1946 году он выиграл Кубок Альта Италии с клубом «Болонья».